# Jeu de rythme

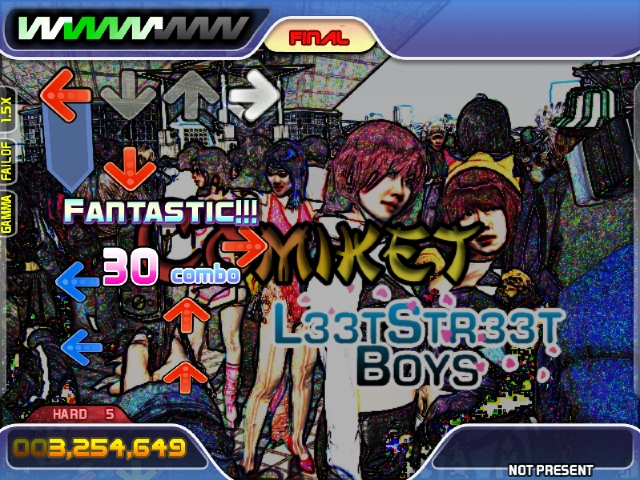
Écran-type de jeu de rythme. Les actions à effectuer défilent à l'écran.

Un jeu de rythme est un genre de jeu vidéo où le gameplay est orienté presque entièrement autour de la capacité du joueur à suivre un tempo musical et de rester en harmonie avec lui. Généralement le son a plus d’importance que les graphismes, mais la composante visuelle a toutefois une certaine influence sur le gameplay,.
Dans un jeu de rythme, le joueur doit appuyer sur des boutons spécifiques ou activer des commandes à l'aide d'un contrôleur de jeu spécialisé, au rythme de la musique. L'agencement des combinaisons est habituellement assez simple et les mouvements exigés sont, de manière générale, prédéterminés plutôt qu'aléatoires. Plus récemment, les jeux de musique tels que Rez (2002) tentent de s'éloigner de la traditionnelle approche « jacques a dit », en donnant aux joueurs plus de liberté dans les bruits qu'ils créent.
Les jeux de rythmes ont eu (et ont encore) un succès retentissant dans les pays asiatiques.

## Annexe
- Liste de jeux de rythme
- Liste de jeux vidéo musicaux